# Gotham Award/Breakthrough Actor Award

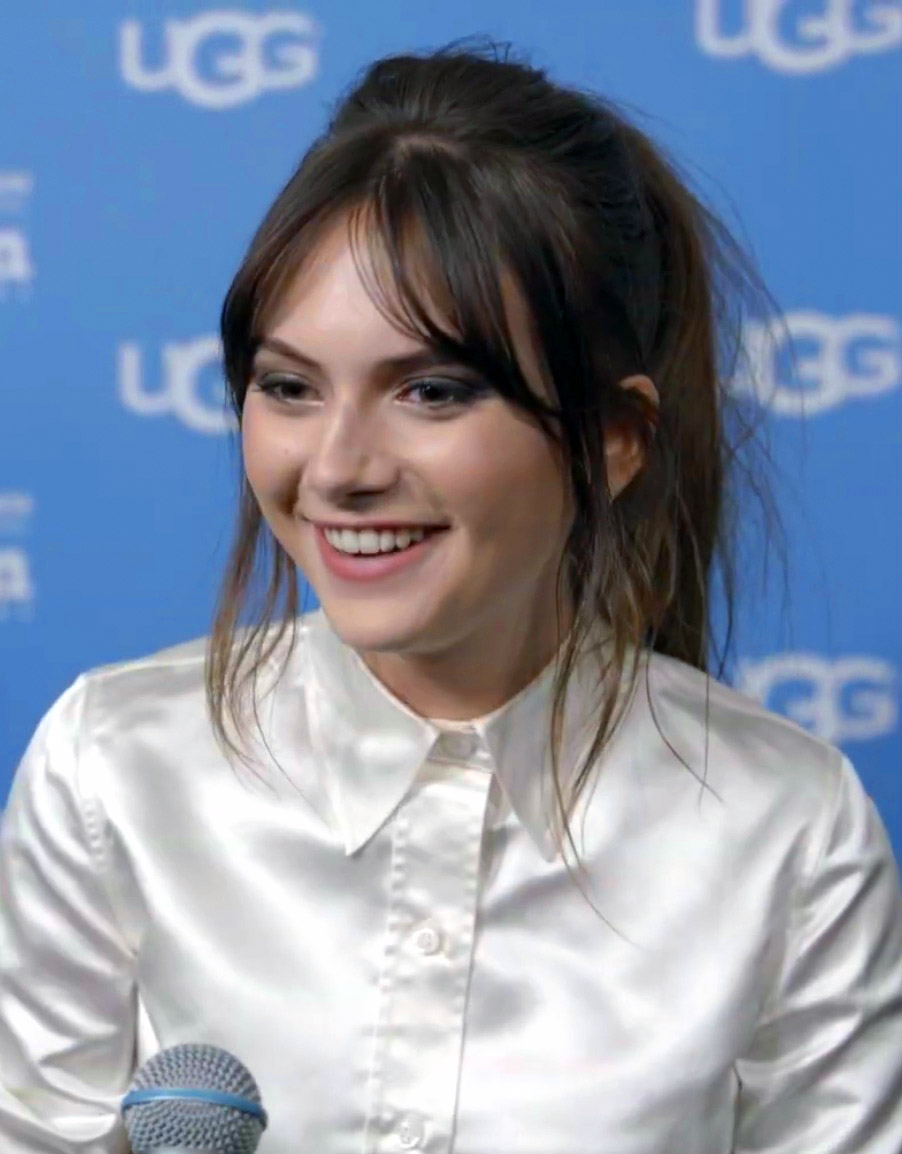
Preisträgerin 2022: Emilia Jones (Coda)

Der Gotham Award in der Kategorie Breakthrough Actor Award (vergleichbar mit Bester Nachwuchsdarsteller) wird seit 1998 verliehen. Die früher offiziell als The Perry Ellis Breakthrough Award betitelte Kategorie würdigt Schauspieler, die sich durch eine besondere Leistung in einem Independentfilm hervorgetan haben.
Seit 2004 wird der Gewinner des Breakthrough Actor Awards aus fünf nominierten Schauspielern und Schauspielerinnen ausgewählt.

## Preisträger

### 1998–2003
- 1998: Sonja Sohn und Saul Williams
- 1999: Janet McTeer und Dylan Baker
- 2000: Michelle Rodríguez – Girlfight – Auf eigene Faust
- 2001: Yolonda Ross – Die Fremde (Stranger Inside) (TV)
- 2002: Maggie Gyllenhaal – Secretary
- 2003: Lee Pace – Soldier’s Girl (TV)

### Preisträger und Nominierte ab 2004
2004
Catalina Sandino Moreno – Maria voll der Gnade (Maria Full of Grace / Maria, llena eres de gracia)
- Mos Def – The Woodsman
- Anthony Mackie – Brother to Brother
- Dallas Roberts – Ein Zuhause am Ende der Welt (A Home at the End of the World)
- Schauspielensemble – Everyday People

2005
Amy Adams – Junikäfer (Junebug)
- Camilla Belle – Die Ballade von Jack und Rose (The Ballad of Jack and Rose)
- Joseph Gordon-Levitt – Mysterious Skin
- Terrence Howard – Hustle & Flow
- Damien Lewis – Keane

2006
Shareeka Epps – Half Nelson
- Abigail Breslin – Little Miss Sunshine
- Rinko Kikuchi – Babel
- Melinda Page Hamilton – Sleeping Dogs Lie
- Channing Tatum – A Guide to Recognizing Your Saints

2007
Elliot Page – Juno
- Emile Hirsch – Into the Wild
- Kene Holliday – Great World of Sound
- Jess Weixler – Teeth
- Luisa Williams – Zwei Tage Zwei Nächte (Day Night Day Night)

2008
Melissa Leo – Frozen River
- Pedro Castaneda – August Evening
- Rosemarie DeWitt – Rachels Hochzeit (Rachel Getting Married)
- Rebecca Hall – Vicky Cristina Barcelona
- Alejandro Polanco – Chop Shop
- Michael J. Smith Sr. – Ballast

2009
Catalina Saavedra – La Nana – Die Perle (La nana)
- Ben Foster – The Messenger – Die letzte Nachricht (The Messenger)
- Patton Oswalt – Big Fan
- Jeremy Renner – Tödliches Kommando – The Hurt Locker (The Hurt Locker)
- Souléymane Sy Savané – Goodbye Solo

### Preisträger und Nominierte ab 2010
2010
Ronald Bronstein – Daddy Longlegs
- Prince Adu – Prince of Broadway
- Greta Gerwig – Greenberg
- Jennifer Lawrence – Winter’s Bone
- John Ortiz – Jack in Love (Jack Goes Boating)

2011
Felicity Jones – Like Crazy
- Elizabeth Olsen – Martha Marcy May Marlene
- Harmony Santana – Gun Hill Road
- Shailene Woodley – The Descendants – Familie und andere Angelegenheiten (The Descendants)
- Jacob Wysocki – Terri

2012
Emayatzy Corinealdi – Middle of Nowhere
- Mike Birbiglia – Sleepwalk with Me
- Thure Lindhardt – Keep the Lights On
- Melanie Lynskey – Hello I Must Be Going
- Quvenzhané Wallis – Beasts of the Southern Wild

2013
Michael B. Jordan – Nächster Halt: Fruitvale Station (Fruitvale Station)
- Dane DeHaan – Kill Your Darlings – Junge Wilde (Kill Your Darlings)
- Kathryn Hahn – Love. Sex. Life. (Afternoon Delight)
- Lupita Nyong’o – 12 Years a Slave
- Robin Weigert – Concussion – Leichte Erschütterung (Concussion)

2014
Tessa Thompson – Dear White People
- Riz Ahmed – Nightcrawler – Jede Nacht hat ihren Preis (Nightcrawler)
- Macon Blair – Blue Ruin
- Ellar Coltrane – Boyhood
- Joey King – Wish I Was Here
- Jenny Slate – Obvious Child

2015
Mya Taylor – Tangerine L.A. (Tangerine)
- Rory Culkin – Gabriel
- Arielle Holmes – Heaven Knows What
- Lola Kirke – Mistress America
- Kitana Kiki Rodriguez – Tangerine L.A. (Tangerine)

2016
Anya Taylor-Joy – The Witch
- Lily Gladstone – Certain Women
- Lucas Hedges – Manchester by the Sea
- Royalty Hightower – The Fits
- Sasha Lane – American Honey

2017
Timothée Chalamet – Call Me by Your Name
- Mary J. Blige – Mudbound
- Harris Dickinson – Beach Rats
- Kelvin Harrison, Jr. – It Comes at Night
- Brooklynn Prince – The Florida Project

2018
Elsie Fisher – Eighth Grade
- Yalitza Aparicio – Roma
- Helena Howard – Madeline’s Madeline
- KiKi Layne – If Beale Street Could Talk
- Thomasin McKenzie – Leave No Trace

2019
Taylor Russell – Waves
- Julia Fox – Der schwarze Diamant (Uncut Gems)
- Aisling Franciosi – The Nightingale
- Chris Galust – Give Me Liberty
- Noah Jupe – Honey Boy
- Jonathan Majors – The Last Black Man in San Francisco

### Preisträger und Nominierte ab 2020
2020
Kingsley Ben-Adir – One Night in Miami
- Jasmine Batchelor – The Surrogate
- Sidney Flanigan – Niemals Selten Manchmal Immer (Never Rarely Sometimes Always)
- Orion Lee – First Cow
- Kelly O’Sullivan – Saint Frances

2021
Emilia Jones – Coda
- Natalie Morales – Language Lessons
- Rachel Sennott – Shiva Baby
- Suzanna Son – Red Rocket
- Amalia Ulman – El Planeta

2022
- Anna Cobb – We’re All Going To The World’s Fair
- Frankie Corio – Aftersun
- Anna Diop – Nanny
- Gracija Filipović – Murina
- Kali Reis – Catch the Fair One